# Little Arte River
Der Little Arte River ist ein Fluss im östlichen Gippsland im Osten des australischen Bundesstaates Victoria.
Er entspringt unterhalb des Bald Mount in einer Höhe von 824 m und mündet nach rund zehn Kilometern in den Arte River.